# Tim Greaves
Pas d'image ? Cliquez ici
Tim Greaves, né le 18 avril 1956 à Ramsbottom est un pilote automobile britannique et propriétaire de l'écurie Greaves Motorsport. Il a notamment participé à trois reprises aux 24 Heures du Mans, en 2007, 2009 et 2010,.

## Carrière
Il propriétaire de l'écurie Greaves Motorsport,,.
Il participe aux 24 Heures du Mans pour la première fois en 2007 au volant d'une Radical SR9.
En novembre 2011, il annonce que l'écurie serait engagée dans le nouveau championnat du monde d'endurance FIA.
En 2014, après huit éditions aux 24 Heures du Mans, l'écurie s'apprête à participer à nouveau à la course.